# 小行星12185
小行星12185（12185 Gasprinskij）是一颗绕太阳运转的小行星，为主小行星带小行星。该小行星于1976年9月24日发现。

## 轨道参数
小行星12185的轨道半长轴为2.7416473 UA，离心率为0.091。